# نادي بوتاش الرياضي
نادي بوتاش الرياضي (بالتركية: BOTAŞ SK)‏ هو نادي رياضي تركي معروف بفريق كرة سلة للسيدات، تأسس في سنة 1984 يقع مقره في أضنة. يلعب في الدوري التركي لكرة السلة للسيدات.

## الإنجازات

### المسابقات الدولية
- كأس رونكيتي
  - الوصافة (1): 2000-2001
  - ربع النهائي (1): 1999-2000

### البطولات المحلية
- الدوري التركي لكرة السلة للسيدات
  - الفوز (2): 2000-2001، 2002-2003
  - الوصافة (3): 1992-1993، 1995-1996، 1996-1997
- كأس تركيا لكرة السلة للسيدات
  - الفوز (2): 2001-2002، 2002-2003
- كأس الرئيس التركي
  - الفوز (2) : 2003، 2004
  - الوصافة (2): 1993، 1997

## وصلات خارجية
- الموقع الرسمي